# Carl Gottlieb Ehler
Carl Gottlieb Ehler (ur. 8 września 1685 w Gdańsku, zm. 22 listopada 1753, tamże) – burmistrz Gdańska i matematyk.

## Życiorys
Urodził się jako syn rajcy Carla Ehlera i jego żony Konstancji, córki burmistrza Nicolausa von Bodecka. W 1713 ożenił się z Anną Florentyną Frankenberger. Jego siostra, Adelgunda Konkordia, wyszła w 1708 za sekretarza Rady Miejskiej, późniejszego burmistrza i burgrabiego Johanna Wahla.
Wykształcenie zdobywał w Gdańsku (1700), Królewcu (1705), Frankfurcie n. Odrą (1706) i Lejdzie (1707). W 1720 był jednym z założycieli Societas Litteraria cuius symbolum virtutis et scientiarum incrementa, najstarszego towarzystwa naukowego na ziemiach polskich. Dzięki niemu środowisko gdańskich uczonych nawiązało kontakty z Akademią Nauk w Petersburgu.
W latach 1735–1742, występując jako pośrednik gdańskiego profesora matematyki Heinricha Kühna, prowadził korespondencję ze słynnym matematykiem Leonhardem Eulerem na temat zagadnienia mostów królewieckich.
Od 1711 pracował w Radzie Miejskiej Gdańska, początkowo jako sekretarz, od 1722 ławnik, w 1727 został rajcą, w 1730 sędzią, a od 1740 do śmierci był jednym z czterech burmistrzów. W latach 1737 i 1743 piastował ponadto stanowisko burgrabiego królewskiego w Gdańsku.
W czasie wojny o sukcesję polską w latach 1733–1734 i oblężenia Gdańska przez wojska rosyjskie i saskie, wraz ze swoim szwagrem Johannem Wahlem był delegatem Rady Miejskiej, dokonującym uzgodnień z królem Stanisławem Leszczyńskim odnośnie do obrony miasta. Po kapitulacji, brał udział w sześcioosobowej delegacji gdańskich ordynków pod przewodnictwem Wahla, wysłanej w sierpniu 1734 do Petersburga w celu przebłagania carycy Anny i obniżenia narzuconej miastu kwoty „odszkodowania” w wysokości miliona talarów. Wielomiesięczne zabiegi pozostały bez rezultatów i w czerwcu 1735 delegacja powróciła do Gdańska z niczym. Pozytywnym rezultatem tej podróży było jednak, wspomniane wyżej, nawiązanie przez Ehlera kontaktów ze środowiskiem petersburskich uczonych.
W 1749 jako burmistrz wydał w sprawie bójki ulicznej wyrok, który został następnie podważony przez króla Augusta III, na skutek czego Ehler musiał jednemu z podsądnych wypłacić odszkodowanie w wysokości 439 fl.
Po śmierci pochowany w kościele Mariackim w Gdańsku.